# Antiga presó de Segòvia
L'Antiga presó de Segòvia, o Antiga presó provincial de Segòvia, oficialment coneguda com a Centre Penitenciari de Compliment de Segòvia, va ser un presidi de la ciutat espanyola de Segòvia, actiu entre els anys 1924 i 2000.
Actualment i des del 2011, està habilitat com a centre artístic i cultural amb el nom de La Cárcel_Segovia Centro de Creación, on s'hi fan exposicions, presentacions de llibres, obres de teatre, etc. destacant el programa d'intervencions artístiques a les antigues cel·les, denominat Galeries.

## Història
A finals del segle xix, la Presó Reial, situada al carrer de Juan Bravo, en la qual havien estat reclosos, entre d'altres, Lope de Vega i el bandoler El Tuerto de Pirón, presentava un greu estat de deteriorament i no disposava de les mesures de seguretat adequades per evitar les fugues. Per això, l'any 1889 l'Ajuntament de Segòvia va encomanar a l'arquitecte Joaquin de Odriozola, el projecte per a la construcció d'un nou edifici.
Les obres van començar a l'octubre de 1891 i es van perllongar més de vint anys, en un procés lent i ple de modificacions. Finalment, el 30 de juny de 1914, l'arquitecte municipal Benito de Castro va signar l'acta de recepció de les obres.
L'edifici va ser inaugurat el 1924 com a Reformatori de Dones.
El 1933 es va convertir en un Hospital Asil Penitenciari, destinat a presos ancians i tuberculosos. Aquesta funció va durar fins a l'acabament de la Guerra Civil, quan l'edifici es va anar omplint de presos polítics. L'Hospital Asil Penitenciari tenia una capacitat per a 200 malalts i comptava amb una infermeria, una sala d'operacions i una capella. Entre els interns, hi va sojornar el socialista Pablo de Andrés Cobos, des de 1937 a 1939.
Durant la primera etapa de la Dictadura de Francisco Franco, l'edifici va ser destinat a penal de presos polítics.
A partir del 1946 fins al 1956, va funcionar només com a Presó Central de Dones. Es creu que hi van passar unes cinc-centes dones represaliades polítiques, entre les quals Petra Cuevas, que van convertir la presó en un centre clandestí de formació política i cultural. El gener de 1949, les internes es van declarar en vaga de fam per a defensar llurs drets, identitats i dignitat com a persones. Entre les preses polítiques hi havia Vicenta Camacho Abad, Pilar Claudín, Cecilia Cerdeño Cifuentes, Tomasa Cuevas, Palmira "Amor" San Juan, Soledad Real López, Manolita del Arco, Josefina Amalia Villa, Juana Doña, Angela Losada García, Mercedes Gómez Otero, Maria Salvo, etc.
Fins al retorn de la democràcia, hi van passar militants antifranquistes i membres de organitzacions polítiques i sindicals. El 5 d'abril de 1976 es va produir la Fuga de Segòvia, portada a terme mitjançant l'excavació d'un túnel que, des de la primera galeria,  connectava amb els desguassos que anaven a desembocar a la llera del riu Clamores, a prop d'una zona industrial, on els estava esperant un comando exterior. La fugida va acabar malament, amb l'arrest de vint-i-quatre escàpols pertanyents a ETA i a organitzacions nacionalistes catalanes. Dels vint-i-nou fugats, només quatre van aconseguir arribar a França: Bittor Arana, Bixente Serrano Izko, Iñaki Peru Orbeta Berriatua i Mikel Laskurain. Els altres van ser detinguts o es van lliurar a les autoritats, excepte Oriol Solé Sugranyes, que va morir en un enfrontament amb la Guàrdia Civil en Burguete (Navarra).
El 1978 va haver-hi un motí i el maig de l'any següent, va ser descobert un nou intent de fuga. El febrer de 1981 el Govern Civil va remetre a l'Ajuntament de Segòvia una carta, plantejant un possible trasllat de la presó fora del nucli urbà, amb la intenció de que es localitzés ben aviat un lloc adequat als voltants de la capital.
A partir de l'any 2000 va començar la transformació de l'edifici que va deixar de ser un centre penitenciari, per a convertir-se el 2011, després de diverses reformes i un projecte de rehabilitació, en un espai multidisciplinari de creació,que també ha sigut utilitzat com a plató de rodatge de sèries com Explica'm com va passar o L'ambaixada; de llargmetratges com Les 13 roses, Torrente 4 o El hombre de las mil caras; de documentals, curts, anuncis publicitaris i videoclips.